# Torneo de Honor 1941
Het Torneo de Honor 1941 was de zesde editie van deze Uruguayaanse voetbalcompetitie. Het toernooi stond enkel open voor clubs uit de Primera División. Vanaf deze editie werd het Torneo de Honor niet georganiseerd als onafhankelijk toernooi, maar werd de titel uitgereikt aan de ploeg die het beste had gepresteerd in het Torneo Competencia en de eerste seizoenshelft van de competitie. De vorige editie (de laatste als apart toernooi) was gewonnen door Club Nacional de Football. Zij wisten dit seizoen hun titel te prolongeren.

## Teams
Aan het Torneo de Honor deden enkel ploegen mee die dat jaar speelden in de Primera División. In 1941 waren dat onderstaande ploegen, die allen uit Montevideo afkomstig waren:
| Clubs                     | Clubs                     |
| ------------------------- | ------------------------- |
| CA Bella Vista            | CA Peñarol                |
| Central FC                | Racing Club de Montevideo |
| CA Defensor               | Rampla Juniors FC         |
| Liverpool FC              | CA River Plate            |
| Montevideo Wanderers FC   | IA Sud América            |
| Club Nacional de Football |                           |

## Toernooi-opzet
Het Torneo de Honor was vanaf deze editie geen aparte competitie meer. Het klassement werd opgemaakt door de resultaten uit het Torneo Competencia en de eerste seizoenshelft van de Primera División bij elkaar op te tellen. De ploeg die de meeste punten behaalde werd eindwinnaar. Het toernooi was een Copa de la Liga; een officieel toernooi, georganiseerd door de Uruguayaanse voetbalbond (AUF).

## Toernooiverloop
Het Torneo Competencia werd gewonnen door CA Peñarol, met een punt voorsprong op Club Nacional de Football. Peñarol verloor weliswaar van Nacional, maar omdat Nacional meer punten liet liggen (gelijkspel tegen Rampla Juniors FC en verlies tegen Montevideo Wanderers FC) werd Peñarol winnaar van het toernooi en gingen ze aan de leiding in het Torneo de Honor. Liverpool FC stond derde in de tussenstand.
De eerste competitiehelft vormden het sluitstuk van het Torneo de Honor. Peñarol en Nacional gingen gelijkop door hun eerste vijf wedstrijden te winnen, maar vervolgens verloor Peñarol driemaal op rij (waaronder tegen Nacional). De Tricolores wonnen zelf wel al hun wedstrijden, waarmee ze zich verzekerden van de eindwinst in het Torneo de Honor. Peñarol eindigde als tweede en Liverpool slaagde erin om de derde plek te behouden.

### Eindstand
|     | Club                      | Sp. | W  | G | V  | Pnt. | DV | DT | DS  |
| --- | ------------------------- | --- | -- | - | -- | ---- | -- | -- | --- |
| 1.  | Club Nacional de Football | 20  | 18 | 1 | 1  | 37   | 69 | 24 | +45 |
| 2.  | CA Peñarol                | 20  | 16 | 0 | 4  | 32   | 58 | 27 | +31 |
| 3.  | Liverpool FC              | 20  | 10 | 4 | 6  | 24   | 27 | 27 | 0   |
| 4.  | Rampla Juniors FC         | 20  | 9  | 5 | 6  | 23   | 34 | 27 | +7  |
| 5.  | IA Sud América            | 20  | 6  | 5 | 9  | 17   | 30 | 46 | –16 |
| 6.  | CA River Plate            | 20  | 7  | 2 | 11 | 16   | 29 | 37 | –8  |
| 7.  | Racing Club de Montevideo | 20  | 5  | 6 | 9  | 16   | 27 | 38 | –11 |
| 8.  | CA Bella Vista            | 20  | 5  | 5 | 10 | 15   | 26 | 36 | –10 |
| 9.  | CA Defensor               | 20  | 4  | 7 | 9  | 15   | 28 | 44 | –16 |
| 10. | Montevideo Wanderers FC   | 20  | 4  | 5 | 11 | 13   | 34 | 41 | –7  |
| 11. | Central FC                | 20  | 2  | 8 | 10 | 12   | 23 | 38 | –15 |

| Winnaar Torneo de Honor 1941       |
| ---------------------------------- |
| Club Nacional de Football 5e titel |